# Lluís Felip d'Orleans (IV duc d'Orleans)

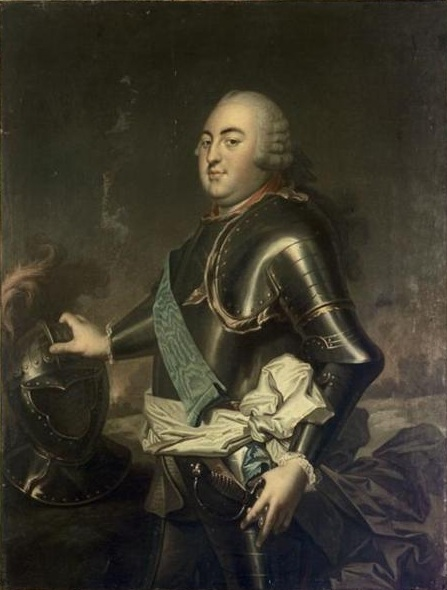
El príncep Lluís Felip d'Orleans, quart duc d'Orleans

Lluís Felip (Versalles, 12 de maig de 1725 - Castell de Sainte-Assise, 1785) fou el quart duc d'Orleans i el primer de Valois. Príncep de sang del Regne de França de la Casa d'Orleans amb el tractament d'altesa reial. Fou el quart duc d'Orleans.
Nascut al Palau de Versalles essent fill del duc Lluís d'Orleans i de la princesa Augusta de Baden-Baden. Lluís Felip que rebé el nom del seu pare i el seu avi, era net del duc Felip d'Orleans i de la princesa Francesca Maria de Blois per via paterna mentre que per via materna ho era del marcgravi Lluís Guillem de Baden-Baden i de la princesa Sibil·la Augusta de Saxònia-Lauenburg.
El 17 de desembre de l'any 1743 contragué matrimoni al Palau de Versalles amb la princesa Lluïsa Enriqueta de Borbó (1726-1759), filla de Lluís Armand de Borbó, Princep de Conti (1695-1727) i de Lluïsa Elisabet de Borbó (1693-1775). La parella tingué dos fills que arribaren a edat adulta:
1. El duc Lluís Felip d'Orleans, nat a Saint-Cloud el 1747 i mort guillotinat el 1793 a París. Es casà amb la princesa Lluïsa Maria Adelaida de Borbó.
2. La princesa Bathilde d'Orleans, nada a Saint-Cloud el 1750 i morta el 1822 a París. Es casà l'any 1770 a París amb el príncep Lluís Enric de Borbó, Príncep de Condé.

Titular del ducat de Chartres des del seu naixement, l'any 1725, i fins a la mort del seu pare, el duc Lluís d'Orleans, el 1751. Des de l'any 1751 fou conegut com a «Monsieur le Duc d'Orleans».
Membre de l'exèrcit francès, participà activament en l'exèrcit en el marc de la Guerra de Successió d'Àustria i especialment durant les campanyes de 1742, 1743, 1744 i a la batalla de Fontenoy (1745). L'any 1757 es retirà a la finca de Bagnolet on afavorir les representacions teatre i les societats de lletres.
L'any 1773 es casà en secret amb Charlotte Jeanne Beraud de La Haye de Riou, marquesa de Montesson "Madame de Montesson", dona amb una reputació intel·lectual molt elevada. El duc d'Orleans li regalà com a present de noces el Castell de Sainte-Assise on hi crearen un ambient intel·lectual i on rebien homes de cultura com la duquessa de Lauzun, la comtessa d'Egmont, el marquès de Lusignan, el marquès d'Osmond i de D'Alembert, Melchior Grimm, Pierre-Simon Laplace, el químic Claude Louis Berthollet, el compositor Pierre-Alexandre Monsigny, Carmontelle, entre d'altres.
Si bé Lluís Felip havia fet en el 1776 donació anticipada del Palau Reial al seu fill, Lluís Felip Josep II d'Orleans, conscient de la seva afició al joc, la donació excloïa expressament les obres d'art contingudes en el palau, la col·lecció Orleans.